# Emmaplein 1
Het pand Emmaplein 1 in de stad Groningen is een vrijstaande 19e-eeuwse villa in ecletische stijl.

## Achtergrond
Het pand werd in 1892 gebouwd naar een ontwerp van architect J.P. Hazeu, in opdracht van het echtpaar Ten Bruggencate-Mesdag. Mr. Bernardus ten Bruggencate (1861-1936) was advocaat en procureur in de stad. Hij was getrouwd met Martha Mesdag (1862-1935), een tantezegger van Hendrik Willem Mesdag en Sientje van Houten. Het echtpaar Ten Bruggencate is in de villa aan het Emmaplein overleden.

## Beschrijving
De villa is gebouwd opgetrokken in rode baksteen op een rechthoekige plattegrond. Het heeft een souterrain en twee bouwlagen onder een afgeknot, met leien gedekt, schilddak. In het dak zijn diverse kleine dakkapellen geplaatst. De gevels zijn gedecoreerd met pleisterwerk en dorpelbanden. Aan de zijde van het Emmaplein heeft het pand een risallerend deel, met balkon op de verdieping. Het deel wordt bekroond door een grote kajuit (dakkapel) versierd met timpanen, hoekpinakels en zwenkende wangen.

## Waardering
De villa werd in 1995 als rijksmonument ingeschreven in het Monumentenregister, onder meer vanwege "cultuurhistorische en architectuurhistorische waarde als representant van de stijlopvattingen in de bouwkunst uit het einde van de negentiende eeuw en vanwege de architectonische gaafheid van het exterieur. Bovendien vormt het gebouw, door zijn situering aan het noordwestelijk kwadrant van een rond-point en zijn ligging in een zichtas over het Emmaplein naar het noorden, een belangrijk element in de stedebouwkundige structuur van de singelreeks langs de zuidkant van de binnenstad van Groningen."

## Afbeeldingen

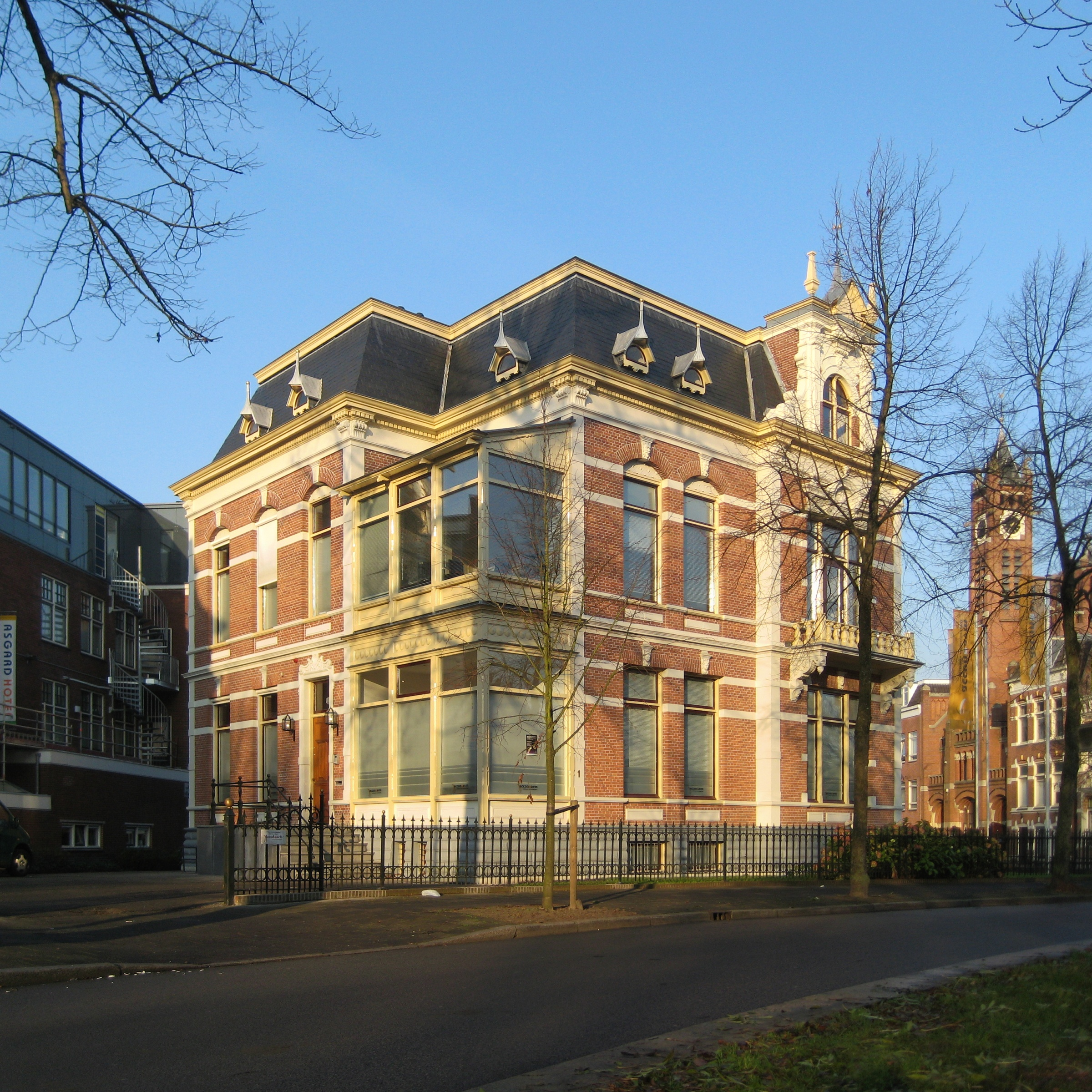
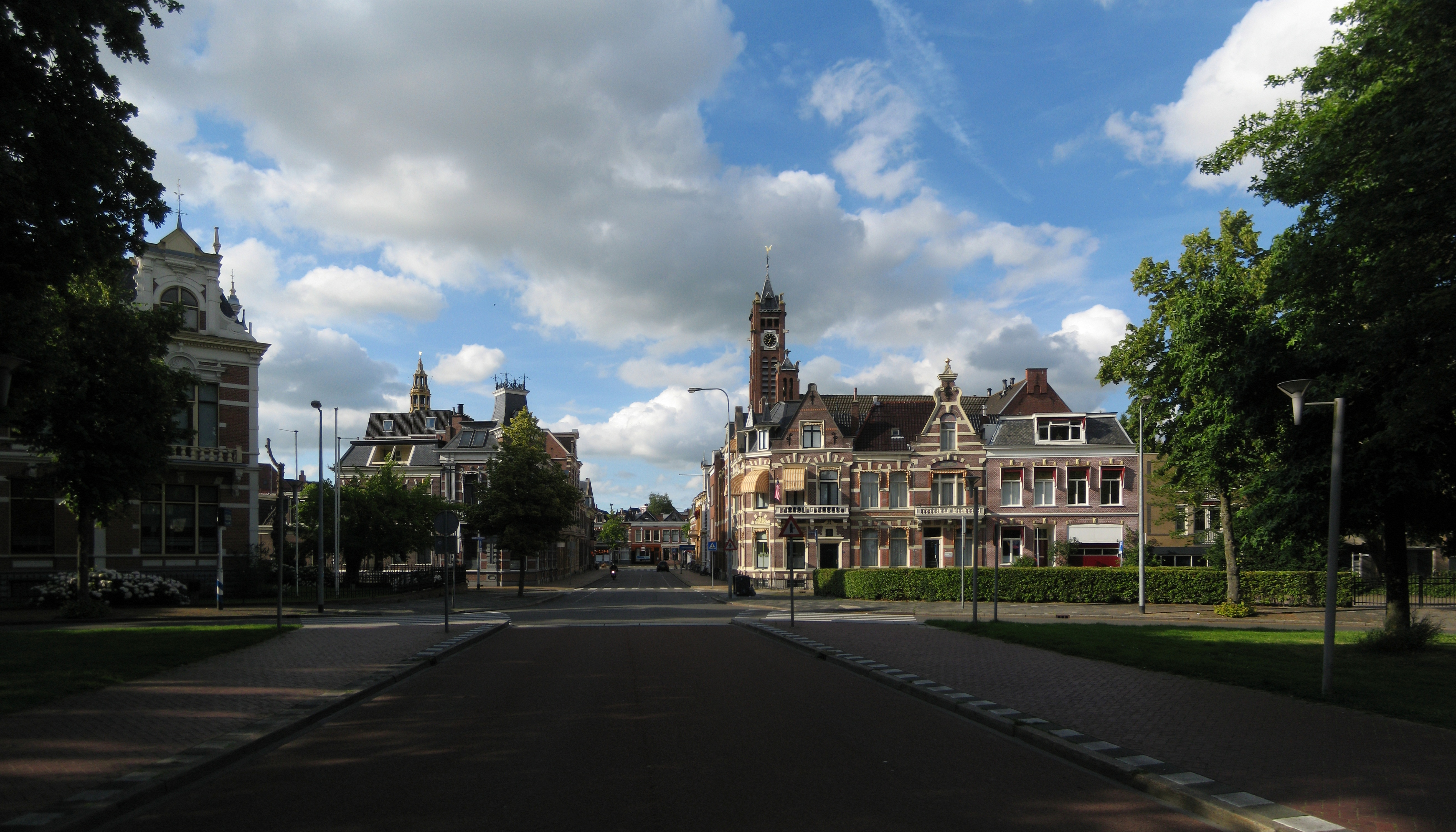